# San Francesco del Deserto
San Francesco del Deserto (wł. Święty Franciszek na Puszczy) – wyspa Laguny Weneckiej na północy Morza Adriatyckiego, u wybrzeży Wenecji Euganejskiej.
Powierzchnia wyspy to 4 ha. Znajduje się pomiędzy wyspami Sant'Erasmo i Burano. Na wyspie znajduje się konwent franciszkanów. Klasztor ten założył fundator zakonu św. Franciszek z Asyżu.

## Historia[1]
Wyspa była zamieszkana już w okresie rzymskim, na co wskazują odnalezione artefakty. Przed rokiem 1220 wyspa była nazywana przez wenecjan Isola delle Due Vigne, tzn. Wyspa Dwóch Winnic. Na wyspie zatrzymał się w 1220, wracając z Bliskiego Wschodu, św. Franciszek z Asyżu. Docenił wysepkę jako miejsce odosobnione, które mogło służyć za erem franciszkański. Wyspę ofiarował naśladowcom Biedaczyny z Asyżu patrycjusz wenecki Jacopo Michiel (marzec 1223). Bracia mniejsi wybudowali wówczas klasztor.
Minoryci opuścili wyspę w XV w. ze względu na warunki klimatyczne. Austriacy zamienili część zabudowy konwentu na magazyn prochu. W 1858 wyspa została oddana diecezji weneckiej. Diecezja zezwoliła franciszkanom na ponowne otwarcie klasztoru.
Na wyspie znajduje się grób sługi Bożego Bernardyna z Portogruaro.